# بروك روبرتسون
بروك روبرتسون (بالإنجليزية: Brook Robertson)‏ هو مجدف نيوزلندي، ولد في 19 فبراير 1994 في نيلسون في نيوزيلندا.

## وصلات خارجية
- بروك روبرتسون على موقع الاتحاد الدولي للتجديف (الإنجليزية)
- بروك روبرتسون على موقع اللجنة الأولمبية الدولية (الإنجليزية)
- بروك روبرتسون على موقع أوليمبيديا (الإنجليزية)
- بروك روبرتسون على موقع اللجنة الأولمبية النيوزيلندية (الإنجليزية)